# Thymaris chinchillai
Thymaris chinchillai är en stekelart som beskrevs av Ian D. Gauld 1997. Thymaris chinchillai ingår i släktet Thymaris och familjen brokparasitsteklar. Inga underarter finns listade i Catalogue of Life.